# Aegidius Tschudi

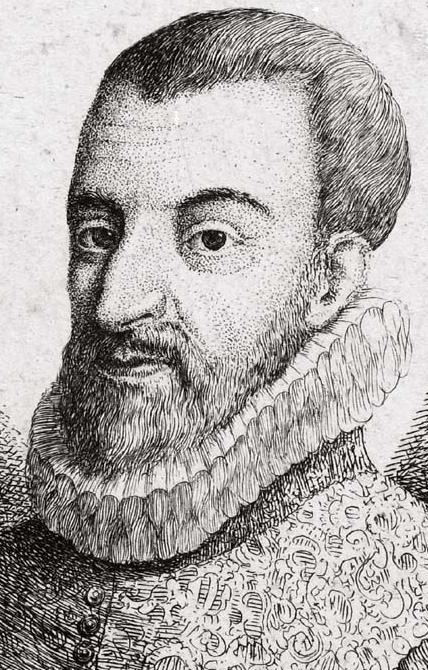
Aegidius Tschudi

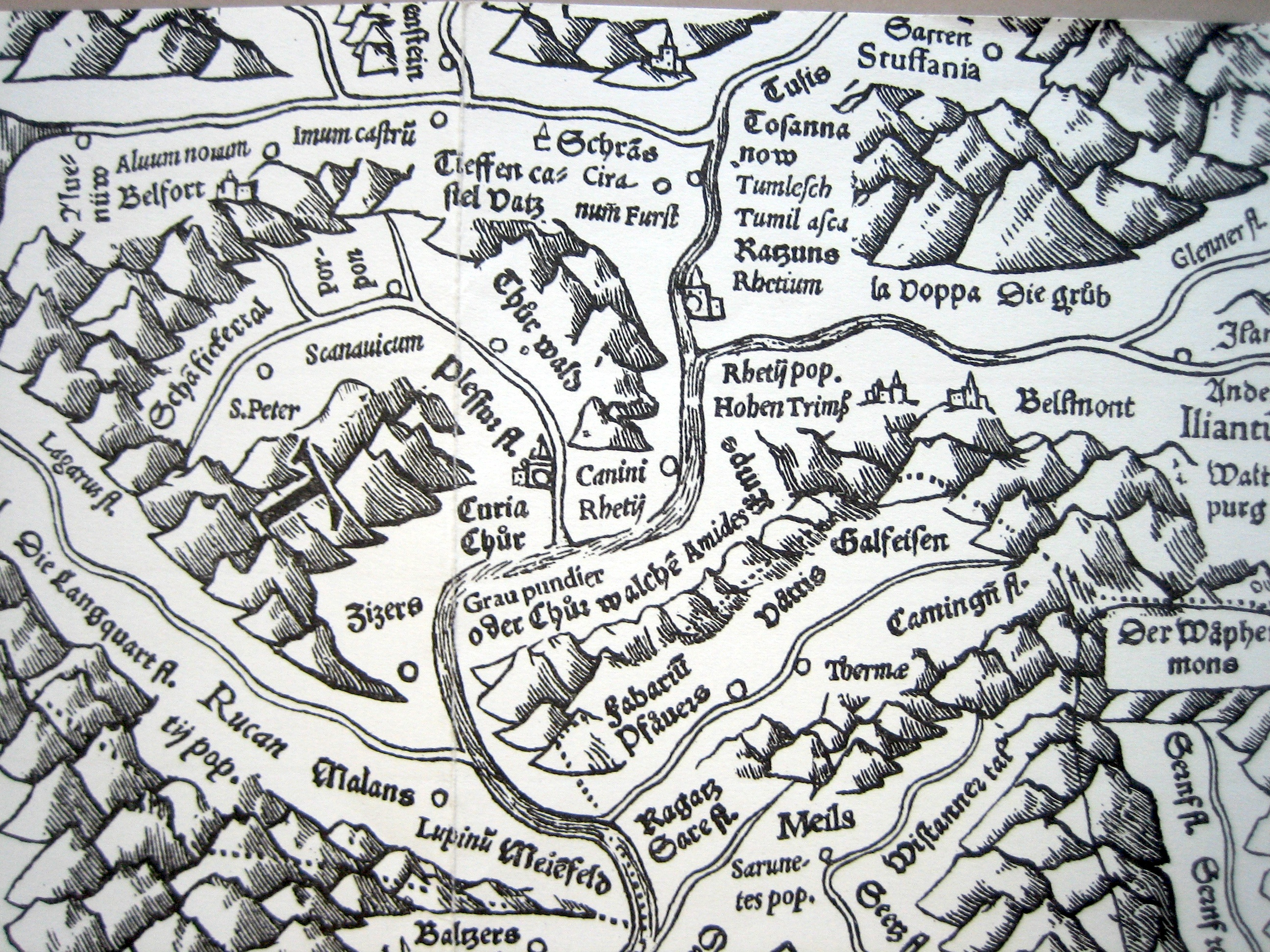
Ausschnitt aus Tschudis Schweizerkarte

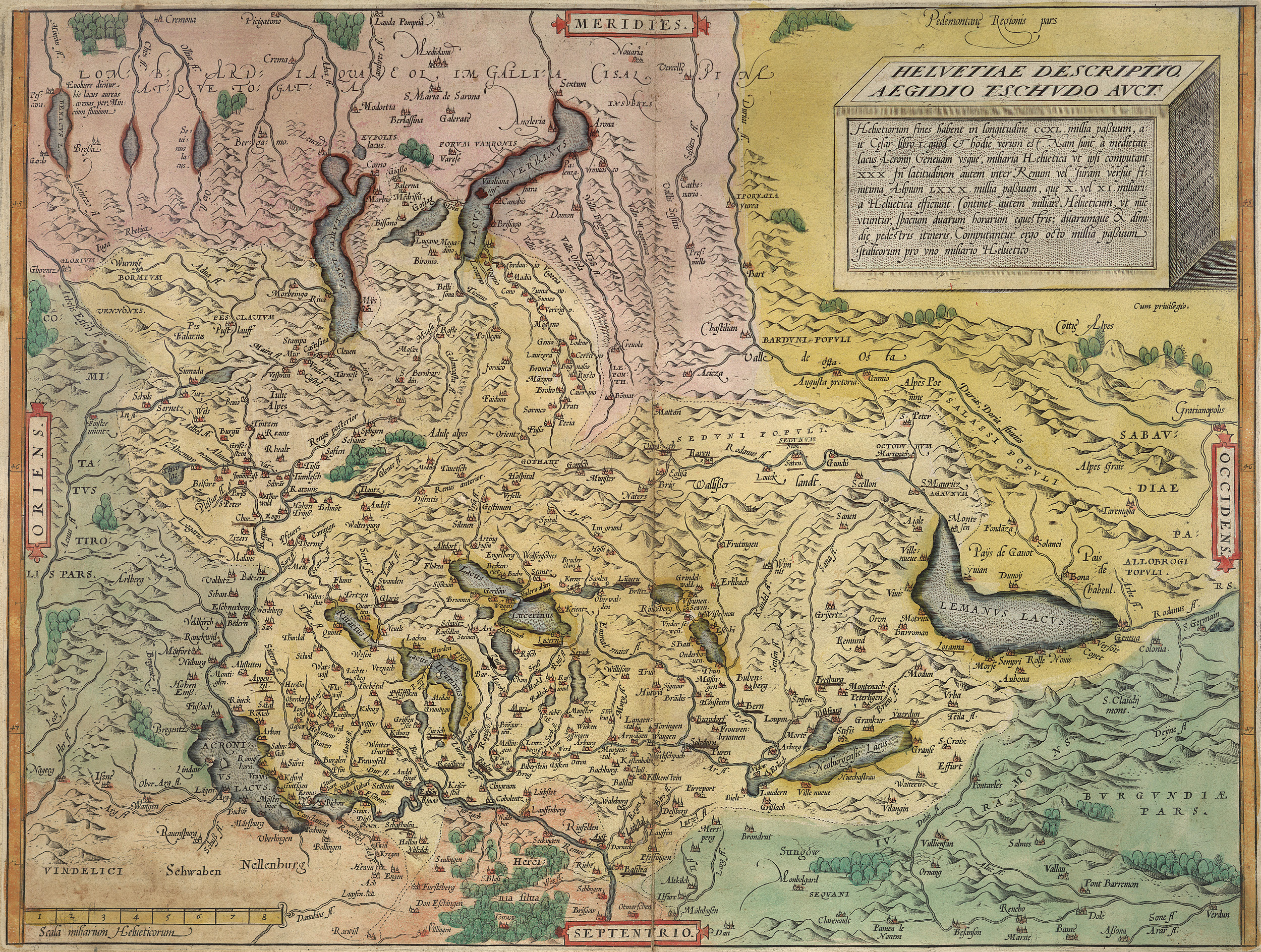
Schweizerkarte 1538 (Norden ist unten)

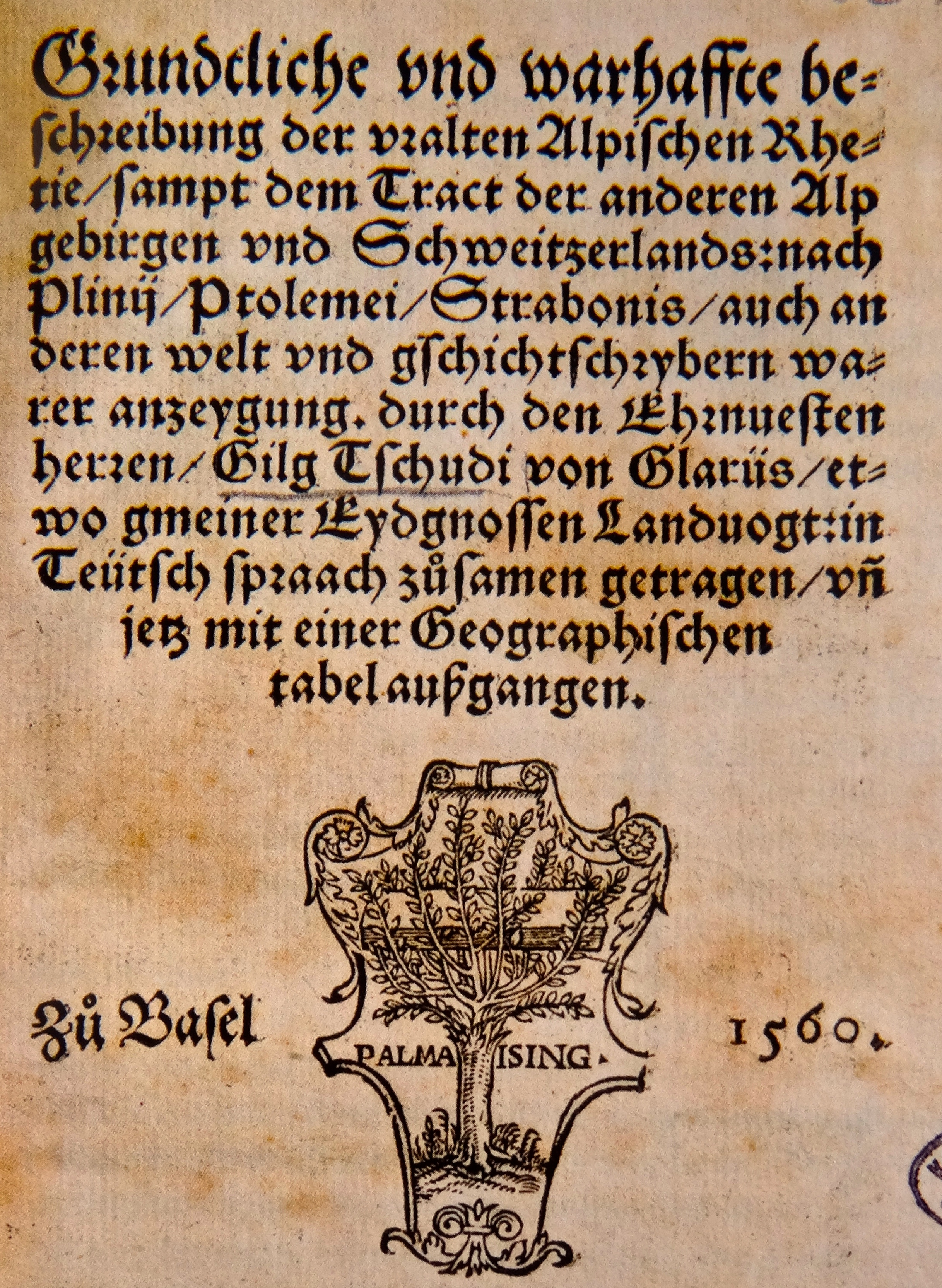
Titelblatt der ersten gedruckten historisch-landeskundlichen Darstellung der uralt wahrhafte Alpisch Rhetie

Aegidius Tschudi (* 5. Februar 1505 in Glarus; † 28. Februar 1572 auf seiner Burg Gräpplang bei Flums) war der erste schweizerische Historiker und zugleich auch Politiker.

## Leben
Tschudi entstammte einer lange schon ansässigen Landammannsfamilie und wuchs in den bewegten Zeiten der Reformation auf. Der Onkel des Abtes Dominikus Tschudi besuchte die in Glarus von Ulrich Zwingli etablierte Lateinschule. In Basel (1516) war Glarean sein Präzeptor.
Tschudi verstand es, seine späteren jeweiligen Ämter mit der Einblicknahme in alte Urkunden und Dokumente vor Ort zu verbinden und Erkenntnisse zur Gelehrtenarbeit zu nutzen. Er setzte sich als Anwalt für die katholische Seite ein.
Grundbesitz, Solddienste für die Franzosen und Pensionen gestatteten ihm einen Lebenswandel ohne materielle Sorgen. Seine letzten sieben Lebensjahre verbrachte der auch als Herodot der Schweiz bezeichnete Tschudi im heimatlichen Glarus: Dort brachte er die Gallia comata und das Chronicon Helveticum zu Papier.

## Politisches Wirken
Die Landsgemeinde übertrug Tschudi die Landvogtei in Sargans (1530 bis 1532) und nach einem Intermezzo als von der Abtei St. Gallen bestellter Obervogt in Rorschach die gemeine Herrschaft Baden (1533 bis 1535 und 1549 bis 1551) im Landvogteischloss Baden. Zwischen den beiden Badener Amtszeiten betätigte er sich wissenschaftlich. Er sammelte Münzen und schrieb römische Inschriften ab, wo immer er welche vorfand. Ab 1527 richtete er sich eine Privatbibliothek ein und begab sich, unterstützt von seinem Mitarbeiter Franciscus Cervinus, wiederholt auf Archiv- und Bibliotheksreisen durch die Eidgenossenschaft, zuletzt 1569 nochmals in die Innerschweiz. Auch seine Amtstätigkeiten nutzte er für die systematische Suche nach historischem Quellenmaterial (Urkunden, Chroniken, Nekrologe, Urbare, Inschriften, Münzen). Den wissenschaftlichen Austausch im Briefverkehr pflegte er zeitweise mit Niklaus Briefer und Beatus Rhenanus am Oberrhein, später mit Zacharias Bletz in Luzern und Johannes Stumpf, Heinrich Bullinger und Josias Simler in Zürich. Dabei blendete er den konfessionellen Gegensatz ausdrücklich aus.
In der zweiten Jahrhunderthälfte entwickelte sich der bisher in Glaubensfragen verständige Wissenschaftler zu einem fanatischen Gegenreformator. Als Schiedsmann im Locarner Handel entschied er zu Gunsten der Katholiken. Seine hartnäckigen Bemühungen, altgläubige Innerschweizer zur militärischen Besetzung des mehrheitlich reformierten Glarnerlandes zu motivieren, veranlassten seine Landsleute, den Glaubensstreit um Glarus «Tschudikrieg» (1560–1564) zu nennen. Ab 1558 war Tschudi als Landammann Führer der katholischen Glarner, wurde aber 1560 von dem gemässigteren Katholiken Gabriel Hässi abgelöst.
Die nächste Station Tschudis wurde Rapperswil, von wo aus er den Abschluss des Konzils von Trient verfolgte.

## Werke
Als sein Hauptwerk gilt die zwischen 1534 und 1536 entstandene Schweizer Chronik «Chronicon Helveticum», welche die Landesgeschichte von 1001 bis zum Jahre 1470 behandelt. Sie existiert in einer zuerst vorhandenen Urschrift zur Geschichtsperiode von 1200 bis 1470 und der späteren Reinschrift zur Zeit nach dem Jahr 1000. Bei Tschudis Tod war bei dieser Schlussfassung das Jahr 1370 erreicht. Aus dem «Chronicon Helveticum» (zwei Bände, erst 1734–1736 von Johann Rudolf Iselin in Basel herausgegeben) gewann die Sage von Wilhelm Tell weitere Verbreitung, die Tschudi neben anderen Texten aus dem Weissen Buch von Sarnen übernommen hatte. Friedrich von Schiller bediente sich später unter anderem dieser Quellensammlung für sein gleichnamiges Drama. Tschudis Geschichtswerk ist vergleichbar mit der «Bairischen Chronik» des Johannes Aventinus.
Eine ähnliche Bedeutung hat sein Werk «Gallia comata» eine Beschreibung der helvetischen Frühgeschichte bis zum Jahr 1000. Tschudi vollendete es in seinem Todesjahr 1572, herausgegeben wurde es 1758 durch Johann Jacob Gallati.
Die Urallt warhafftig Alpisch Rhetia (1538), das einzige zu seinen Lebzeiten veröffentlichte Buch, enthält die erste genaue Schweizer Karte und einen deutschen Text. Damit erhielt die Kartografie in seinem Lande Anstösse und Impulse. Theologisch äusserte sich der Historiker in seiner grossen Schrift Vom Fegfür (Vom Fegefeuer).
- Chronicon Helveticum, Teil 2: Anno MCCCCXV – a.  MCCCCLXX,  Basel  1736 (Volltext)
- Chronicon Helveticum. Historisch-kritische Ausgabe in 22 Teilbänden. Basel 2001. ISBN 3-85513-126-0
- Gallia comata. Faksimiledruck nach dem Original von 1758. Lindau. 1977. Antiqua-Verlag.

## Rezeption
Eine Büste des auch Gilg Tschudi genannten Geschichtsschreibers ist in der von König Ludwig I. von Bayern errichteten Walhalla aufgestellt.